# Museo Civico Pietro Micca e dell'Assedio di Torino del 1706
Il Museo civico Pietro Micca e dell'assedio di Torino del 1706 è un museo di Torino.

## Storia
Il museo nasce nel 1961 in occasione della celebrazione del centenario dell'unità d'Italia.
Le origini del museo sono da farsi risalire alla figura e all'azione del Generale di Brigata Guido Amoretti il quale, osservando i lavori per la costruzione delle fondamenta di un edificio nei pressi del suo ufficio nell'area di edificazione della Cittadella di Torino, vide venire alla luce alcune gallerie. Scoprì, inoltre, che altre gallerie erano state usate nel corso della seconda guerra mondiale come rifugi antiaerei. L'accesso alle gallerie era attraverso le cantine di alcuni palazzi della zona.
Si scoprì un fitto labirinto di gallerie sotterranee lungo oltre 21 chilometri che si estendeva al di fuori della Cittadella in corrispondenza del bastione del soccorso in direzione della campagna. Questo reticolo era funzionale alla difesa della Cittadella le gallerie permettevano di raggiungere le cosiddette gallerie di contromina, stivate con esplosivo, affinché deflagrassero così da creare voragini e interrompere o rallentare infine l'avanzata degli eventuali aggressori.
La rete comprendeva delle gallerie chiamate capitali che si estendevano radialmente verso l'esterno ed erano a loro volta distinte in capitali alte e capitali basse, sovrapposte come erano le une alle altre; una galleria magistrale riuniva le capitali alte correndo esterna al fossato.
Un'altra serie di cunicoli era dato dalle gallerie secondarie che si diramavano dalle precedenti per coprire una vasta area. Infine, piccoli tratti di galleria ad altezza più contenuta venivano utilizzati per raggiungere i singoli fornelli (o galleria di contromina come già scritto) predisposti per lo scoppio dell'esplosivo.
Le gallerie furono uno dei principali motivi di vittoria sui francesi durante l'Assedio di Torino del 1706 sia per l'assoluta incapacità di prevedere se e dove il terreno fosse esploso, sia per l'eroico sacrificio di Pietro Micca il quale diede fuoco alla miccia di una carica esplosiva in galleria impedendo ai francesi di penetrare nei sotterranei.

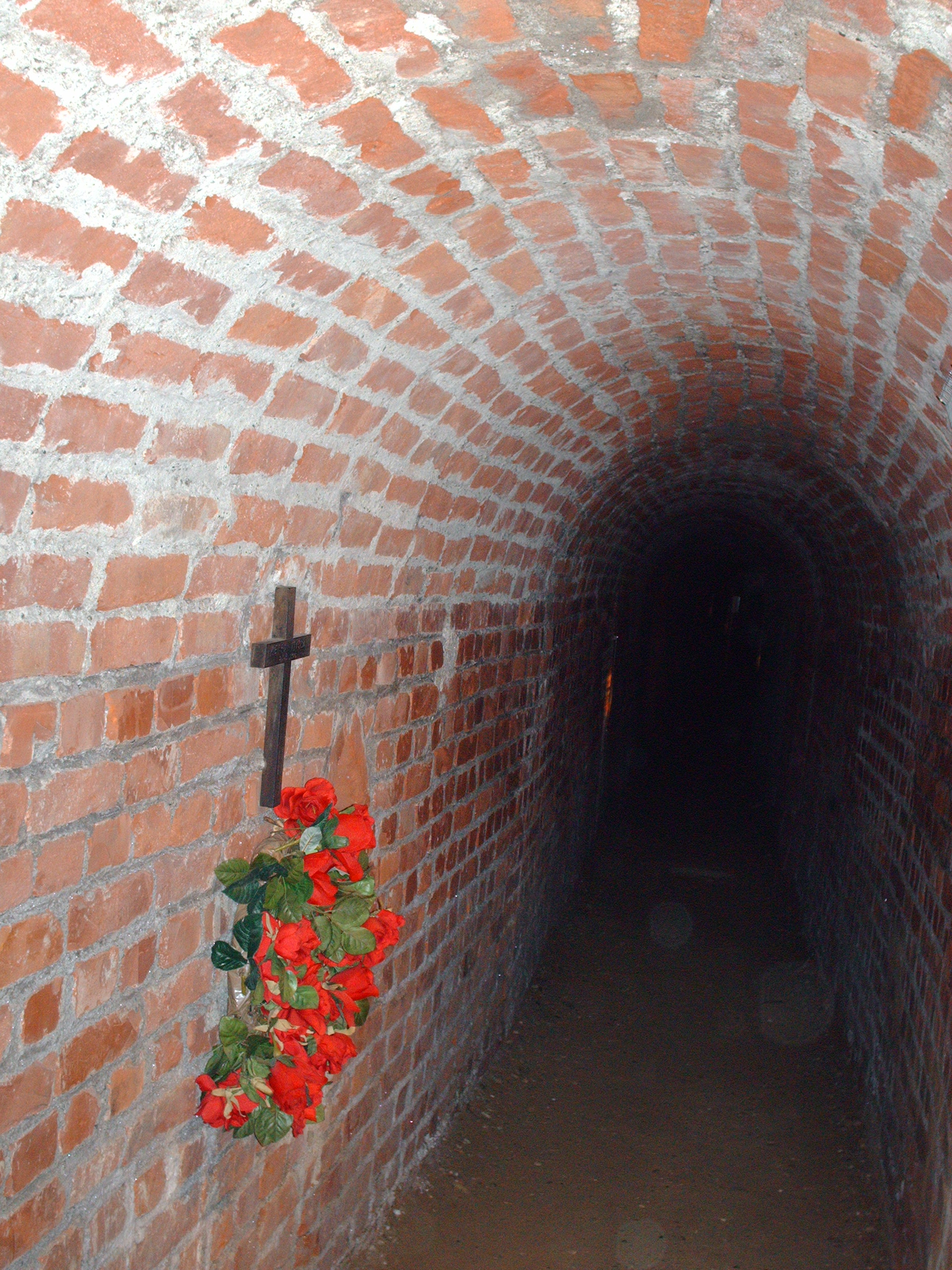
Punto della galleria ove venne rinvenuto il corpo di Pietro Micca

Amoretti inizia un'opera di scoperta e restauro delle gallerie e durante questo periodo, nel 1958, fu ritrovata la celebre scala dove il minatore Pietro Micca fece esplodere la mina. Tutto ciò portò alla costituzione del museo.

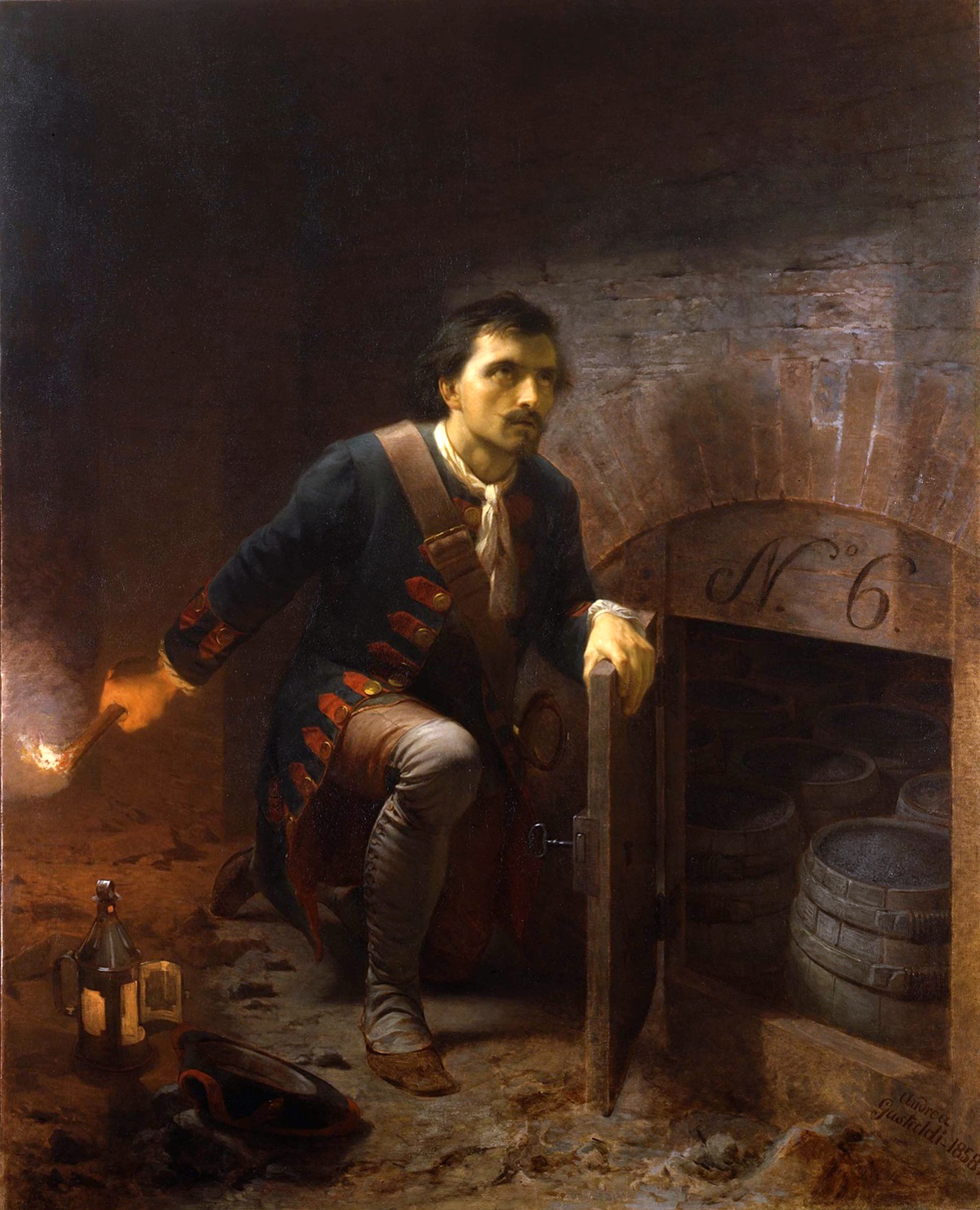
Ritratto di Pietro Micca

Illuminazione della statua di Pietro Micca, su progetto di Guido Chiarelli, 1960

## Composizione del museo
Il museo ha sede in un edificio a due piani uno dei quali interrato. La costruzione, realizzata nel 1961 in occasione delle celebrazioni per il centenario dell'Unità d'Italia, sorge sul luogo in cui fu piazzata una batteria francese di due grossi pezzi d'artiglieria per battere le mura di difesa della Cittadella durante l'assedio di Torino. L'edificio e direttamente collegato al sistema sotterraneo delle gallerie della Cittadella.
All'interno delle sale sono contenute armi settecentesche, cartine e dipinti delle zone coinvolte dalle battaglie e alcuni plastici che ricostruiscono le zone interessate dagli eventi. La parte più suggestiva della visita è senza dubbio però quella che porta i visitatori nelle gallerie, in alcuni punti piuttosto basse, fino alla scala lungo la quale Pietro Micca è sceso dopo aver innescato la miccia e fino al punto in cui è stato ritrovato il suo cadavere.
Ancora oggi è possibile vedere il luogo in cui avvenne la terribile esplosione.
Il museo è dunque articolato come segue:
- salone superiore
- salone sotterraneo
- gallerie
- avanfosso della mezzaluna del soccorso
- la scala di Pietro Micca.

## Trasporti
il museo è facilmente raggiungibile con la rete cittadina dei trasporti pubblici
- Metropolitana di Torino
  -  fermata di Porta Susa
- Rete tranviaria di Torino
  - 7 (solo festivi e prefestivi)
  - 10
  - 13
- Rete di autobus urbani e suburbani
  - 27
  - 29
  - 46
  - 49
  - 51
  - 55
  - 56
  - 57
  - 59 59/
  - 71
  - 72 72/